# Landskapsarkitekt
En landskapsarkitekt arbetar på olika sätt med den yttre miljön. Detta rör planering och formgivning av vegetationen och marken, i samband med byggverksamhet i natur- eller stadsmiljöer. Verksamheten har likheter med den hos en trädgårdsarkitekt, vilken dock uteslutande arbetar med trädgårdar. 
Landskapsarkitektur handlar om främst fysisk planering och gestaltning (utformning) av stadens platser, till exempel torg, gaturum, parkeringsplatser, parker, trädgårdar och grönområden, liksom av naturreservat, rekreationsområden, golfbanor och andra anläggningar. De flesta gestaltande landskapsarkitekter arbetar som privatpraktiserande konsulter i projekt tillsammans med arkitekter, trafikplanerare, gatuprojektörer, VA-projektörer, geotekniker och andra tekniska experter. Kommunerna har landskapsarkitekter anställda på parkförvaltningar eller motsvarande. Planerande landskapsarkitekter arbetar oftast på kommuner och länsstyrelser, men också inom privat verksamhet. Ett arbetsområde för landskapsarkitekter är att skapa en god livsmiljö.
Utbildningen i Sverige är femårig (300 högskolepoäng). Den äger rum vid Sveriges lantbruksuniversitet (SLU) i Uppsala och dess filial i Alnarp.